# Dieter Mann
Dieter Mann (Berlim, 20 de junho de 1941 — Berlim, 3 de fevereiro de 2022) foi um ator, diretor, professor universitário e personalidade de rádio alemão. Em sua carreira atuou em diversas produções teatrais e em mais de 140 produções cinematográficas e televisivas. Entre 1984 e 1991 foi diretor do Deutsches Theatre. Em 1986, tornou-se membro da Academia de Artes de Berlim. Internacionalmente, ele é mais conhecido por ter interpretado Wilhelm Keitel em  no filme "A Queda" (Der Untergang).

## Filmografia
O seguinte é uma lista incompleta dos filmes onde ele é creditado como ator
- 1965: Berlin um die Ecke – Olaf
- 1967: Geschichten jener Nacht – Robert Wagner (segment "Die Prüfung")
- 1968: I Was Nineteen – Willi Lommer
- 1969: Unterwegs zu Lenin – Erich
- 1969: Wie heiratet man einen König? – Götz
- 1970: He, Du! – Bernd
- 1973: Der kleine Kommandeur – Oberleutnant Schulz
- 1974: Leben mit Uwe – Dr. Hunger
- 1974: Der nackte Mann auf dem Sportplatz – Bauarbeiter
- 1975: Lotte in Weimar – Karl, o mordomo
- 1976: Requiem für Hans Grundig
- 1976: Die Leiden des jungen Werthers – von Steinfeld
- 1978: Brandstellen – Bruno Kappel
- 1978: Ich will euch sehen – SD-Offizier
- 1978: Das Versteck – Lutz Bibow
- 1980: Glück im Hinterhaus [de] – Karl Erp
- 1980: Levins Mühle – Regierunsgrat von Tittlack
- 1983: Mat Mariya
- 1983: Moritz in der Litfaßsäule – Vater Zack
- 1986: Drost
- 1987: Stielke, Heinz, fünfzehn… – Untersturmführer
- 1989: Zwei schräge Vögel – Dr. Bauer
- 1992: Wunderjahre – Chefredakteur
- 1993: Kaspar Hauser – Baron Wedel
- 1995: The Promise (Das Versprechen) – Konrad's Father
- 1996: Alles nur Tarnung – Die Guten: Regierungsdirektor Funkel
- 2001: Goebbels e Geduldig
- 2004: Blindgänger – Mann in Zivil
- 2004: Downfall (Der Untergang) – Feldmarschall Wilhelm Keitel[5]
- 2009: 13 Semester – Professor Schäfer
- 2013: Vergiss dein Ende – Günther